# Biblioteca Pública de Pontevedra Antonio Odriozola
La Biblioteca Pública de Pontevedra Antonio Odriozola localizada en la ciudad de Pontevedra forma parte de la Red de Bibliotecas Públicas de Galicia y de la Red de las 53 Bibliotecas Públicas del Estado en España. Su gestión fue transferida a la Comunidad Autónoma de Galicia a través de la Consejería de Cultura de la Junta de Galicia. 
Está dedicada a Antonio Odriozola Pietas (1911-1987) nacido en 1911 en Vitoria. Se estableció en Pontevedra en 1964, donde llevó a cabo gran parte de su trabajo como bibliógrafo, investigador y erudito.

## Ubicación
La Biblioteca Pública del Estado en Pontevedra está situada en el número 3 de la calle Alfonso XIII, cerca del puente de la Barca.

## Historia
La Biblioteca Pública de Pontevedra se instituyó en 1848, fecha en la que recibió los antiguos fondos de monasterios y conventos extinguidos por la Desamortización. Su instalación se fijó en el Instituto Provincial de Segunda Enseñanza, en el antiguo convento de los Jesuitas, abriendo sus puertas el 2 de febrero de 1849. 
A lo largo de su historia la biblioteca ocupó diferentes sedes. En un primer momento, en 1907, se ubicó en el Palacio de la Diputación Provincial pasando después al archivo de la Delegación de Hacienda y, por último, en el Instituto de Enseñanza Media en 1931. En 1960 se trasladó al edificio del Paseo de Colón, denominado Casa de los Fonseca, compartiendo espacio con el Archivo Histórico Provincial de Pontevedra.
Para poner fin a la situación de falta de espacio y escasez que sufrían la Casa de los Fonseca y la biblioteca, y tras estudiar varias posibles ubicaciones, el 7 de septiembre de 1984 el Ministerio de Cultura compró un solar utilizado como cocheras por la empresa de autobuses La Unión, en la calle Alfonso XIII. El Ministerio de Cultura construyó un nuevo edificio de cinco plantas para la biblioteca (sótano, planta baja y cuatro pisos).
El proyecto fue realizado por el arquitecto del Ministerio de Cultura Julio Enrique Simonet Barrio. Diseñó un edificio de 3.300 metros cuadrados repartidos en cinco plantas, con tres salas de lectura para 200 personas cada una, una sala de reuniones y conferencias, una fonoteca y una sala de exposiciones, así como cuatro grandes almacenes con una capacidad total de 280.000 libros. A finales de 1987, la biblioteca se trasladó a esta ubicación y el edificio se inauguró el 21 de enero de 1988.
En 1989 la gestión de la biblioteca fue asumida por la Junta de Galicia.
El 28 de abril de 1995, la Biblioteca Pública de Pontevedra recibió el nombre de Antonio Odriozola, en honor a su labor como bibliógrafo e investigador de los fondos de la biblioteca.

## Colecciones
La biblioteca cuenta con una sala de lectura, salón de actos, sala de exposiciones, biblioteca infantil organizada por edades, biblioteca de narrativa de adultos, sección de libros informativos organizados por CDU(Clasificación Decimal Universal), sección de referencia, colección local sobre temas y autores de Pontevedra que incluye el Depósito Legal, hemeroteca, audiovisuales, sección de cómics de todos los géneros (aventuras, novela gráfica, humor, fantasía, ciencia ficción). Cierran el fondo la colección especial del fondo patrimonial conformado a lo largo de su historia, y una colección accesible adaptada de materiales especiales para usuarios con discapacidad.
En su fondo puede encontrarse colecciones especiales:
1. Depósitos de la colección de la Sociedad Arqueológica y Colección Sampedro
2. Libros en homenaje a Antonio Losada Diéguez.
3. Biblioteca Muruais (1946), de obras francesas e inglesas sobre literatura y arte (sobre todo del siglo XIX).
4. Parte de la biblioteca de las hermanas Mendoza.
5. Fondos de la Biblioteca del profesor Carlos Villar.
6. Posee 10 incunables, 20 manuscritos y 1849 libros raros de los siglos XVI, XVII y XVIII.

## Servicios
Algunos servicios proporcionados son:
- Consulta en sala.
- Préstamo (individual, colectivo e interbibliotecario).
- Préstamo de portátiles y lectores de libros electrónicos
- Investigación y/o sección local
- Servicio de Información y Referencia (Se atiende tanto consultas de Información general como Información bibliográfica y de referencia).
- Formación de usuarios
- Visitas guiadas
- Servicio de reproducción de documentos (fotocopia)
- Salas de trabajo en grupo; salón de actos; sala de exposiciones (posibilidad de reserva de salas).
- Biblioteca accesible

## Servicios electrónicos
Entre los servicios electrónicos que proporciona la biblioteca están:
- Acceso al catálogo de la Red de Bibliotecas de Galicia
- Acceso a documentos electrónicos en soporte físico
- Acceso a documentos electrónicos en red local y/o en servidores de proveedores
- Acceso público a Internet
- Servicio Wi-Fi
- Página Web
- Ofimática
- Servicio de suministro electrónico
- Servicio de Equipación informática accesible con hardware y software adaptados a personas con problemas físicos y cognitivos

## Actividades
- Asistencia y colaboración con eventos culturales
- Exposiciones y muestras bibliográficas[14]
- Aprendizaje (Formación en: idiomas, ofimática, navegación por Internet,...)
- Formación de GaliciaLe
- Animación a la lectura y/o Clubs de lectura[15]

## Galería de imágenes

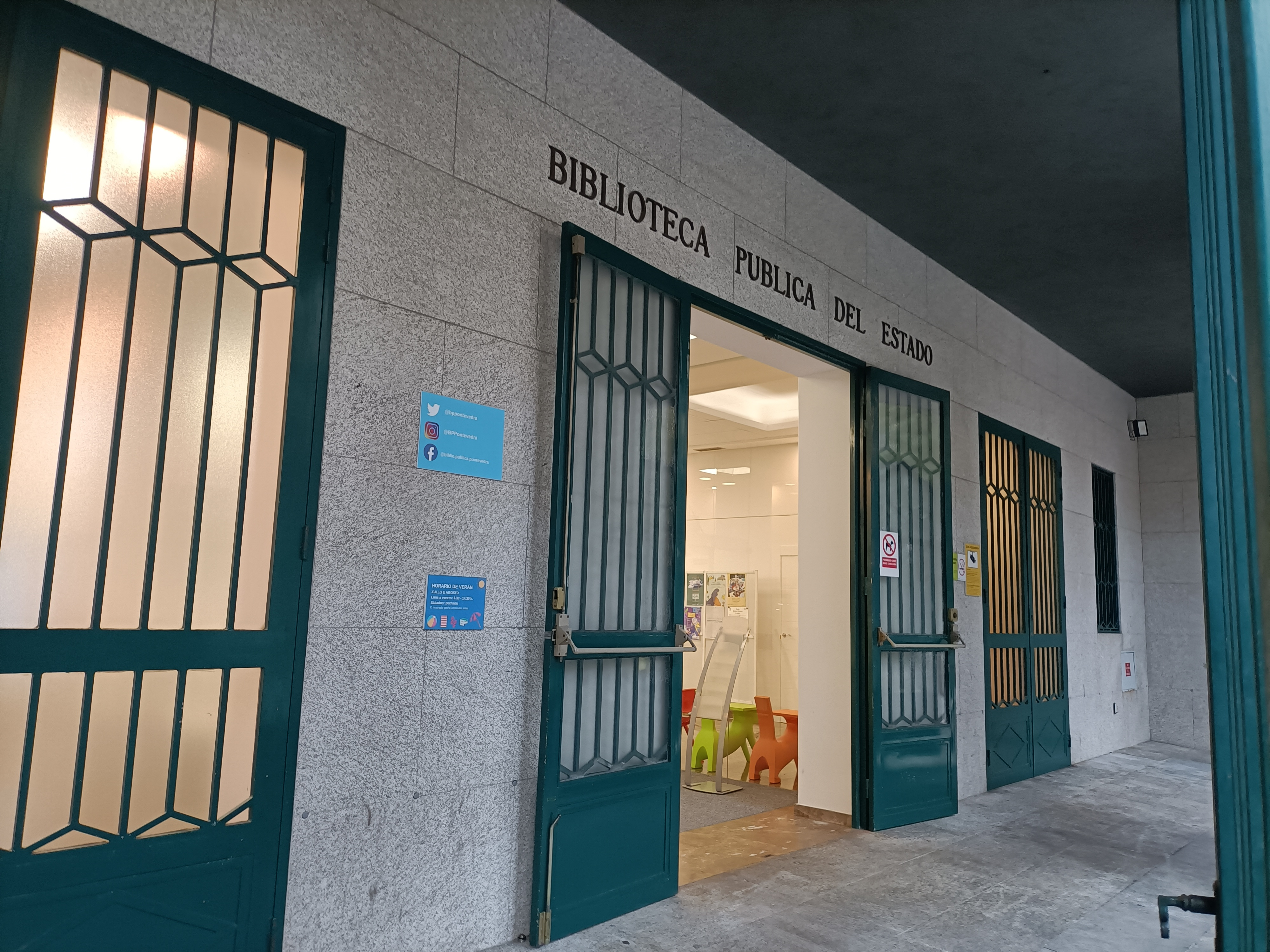
Entrada de la Biblioteca Pública del Estado
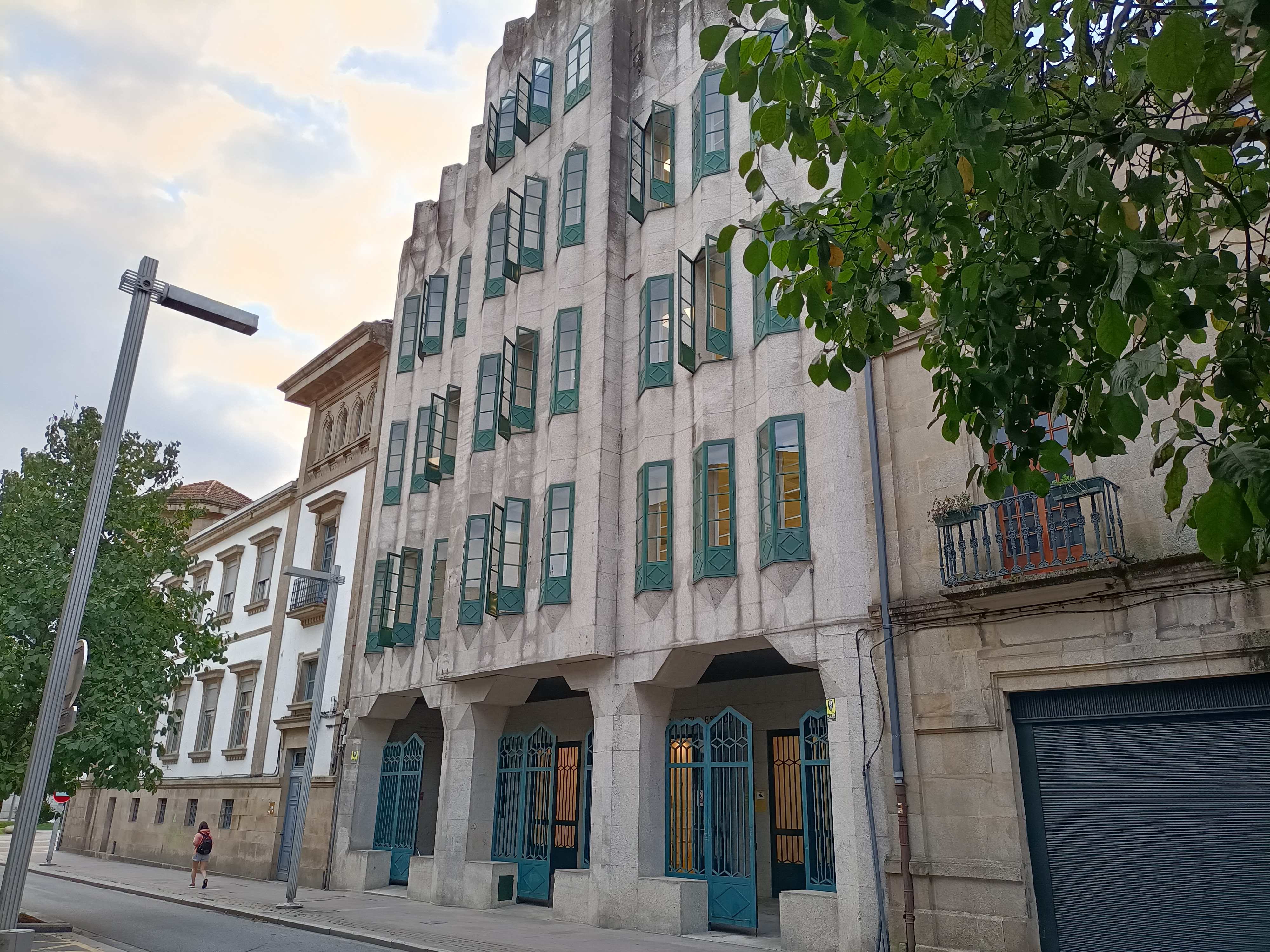
Biblioteca en la calle Alfonso XIII
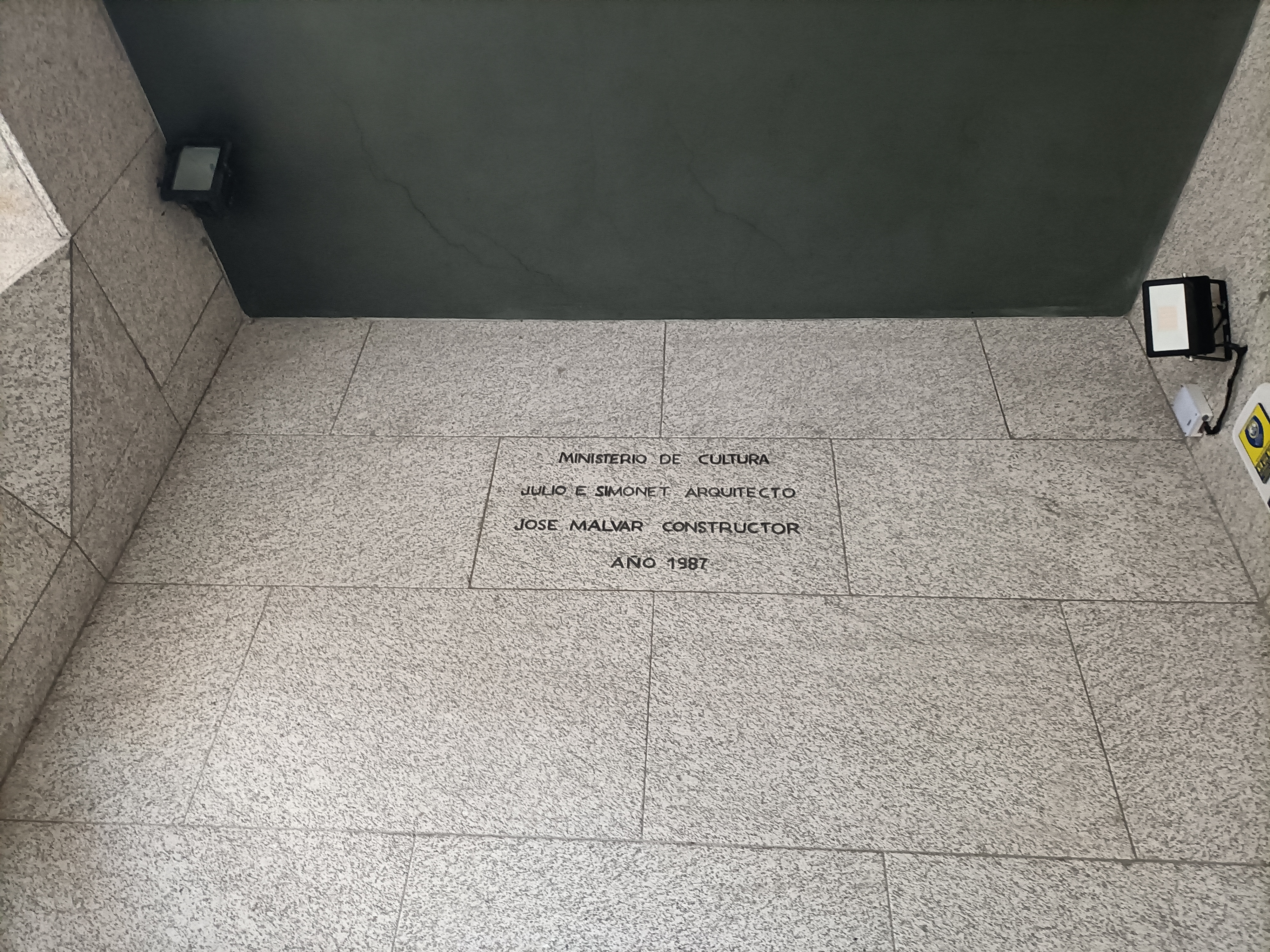
Inscripción con el nombre del arquitecto y el año 1987
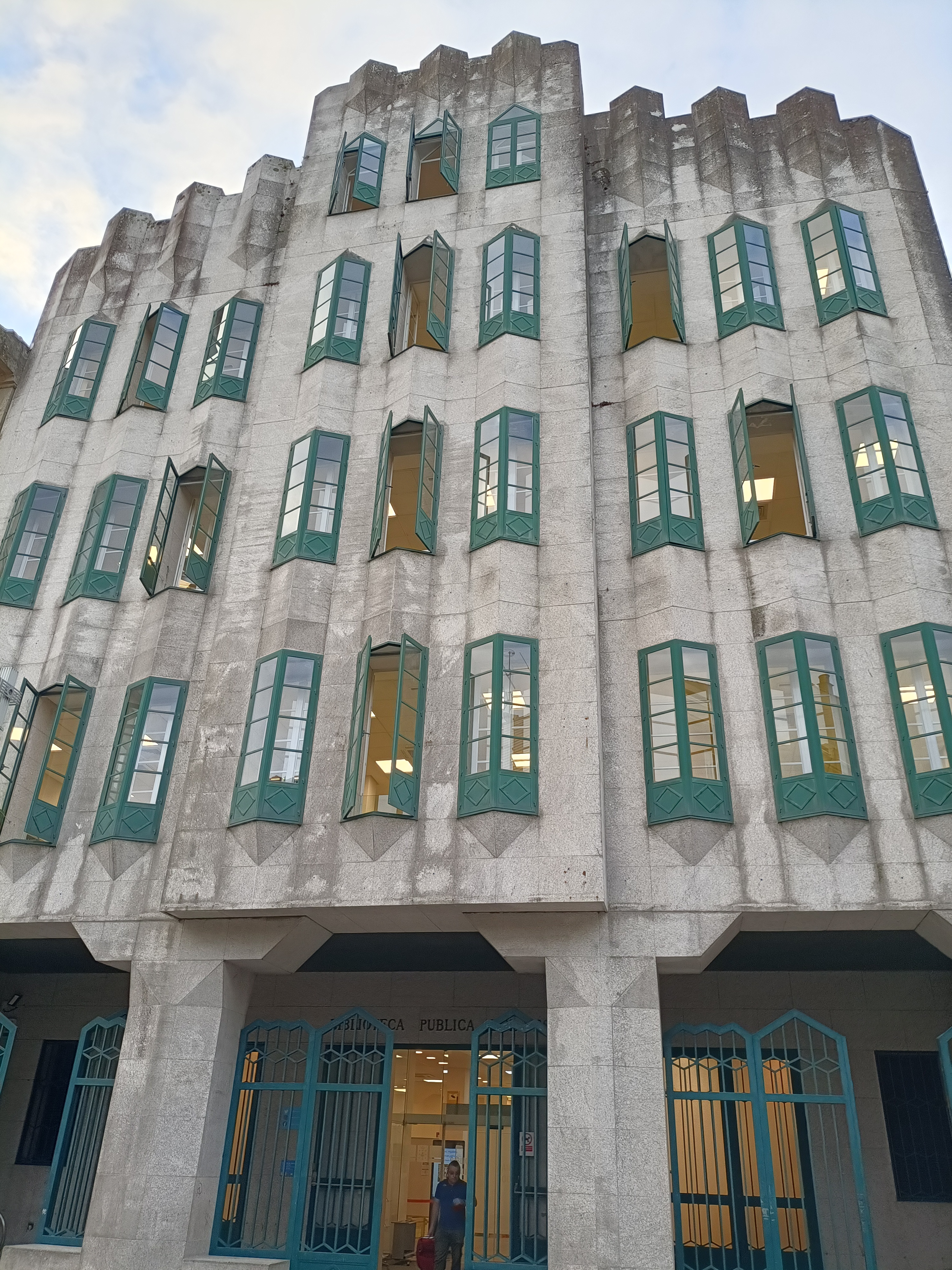
Vista frontal
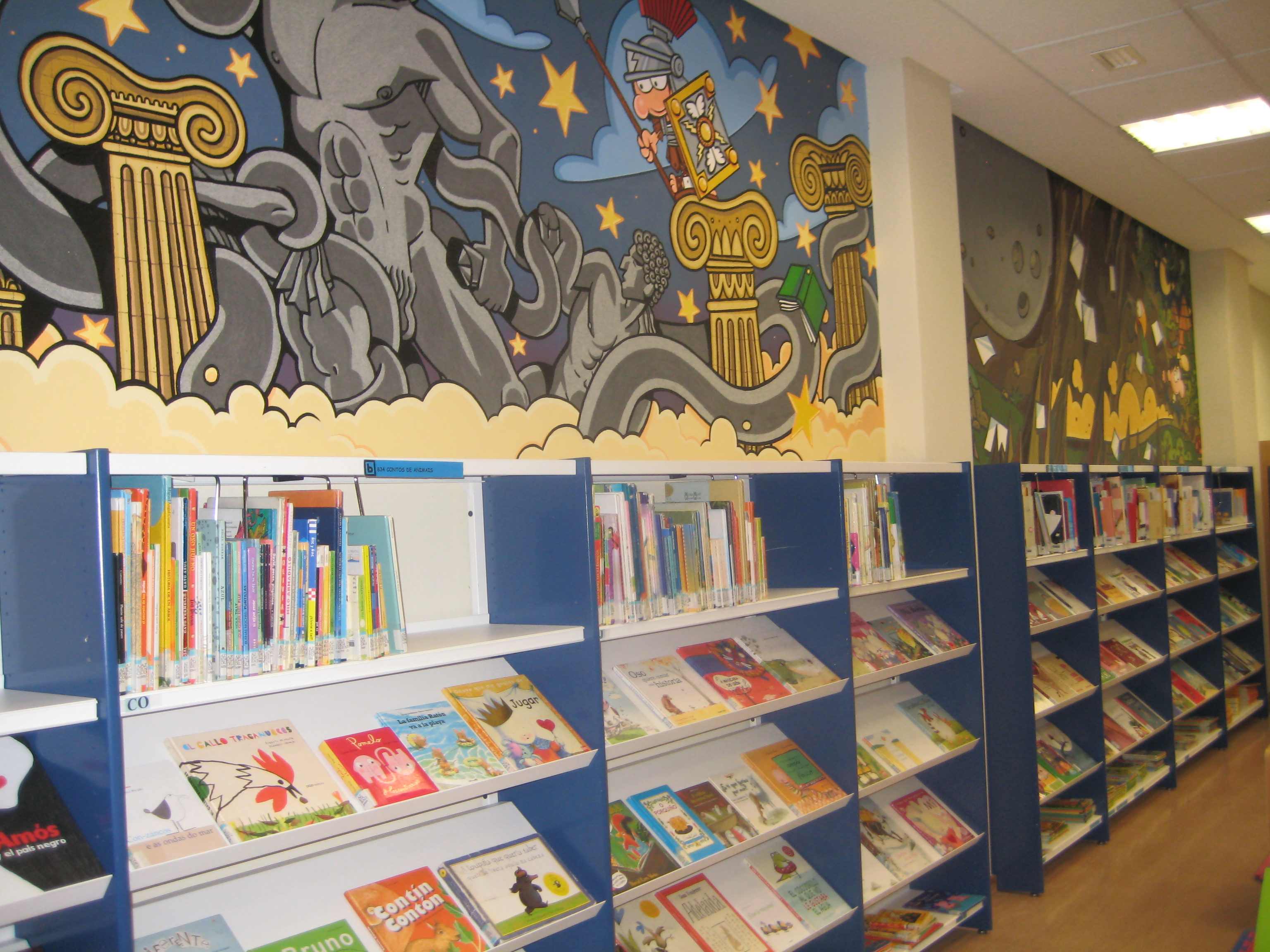
Sala infantil en el primer piso